# Josef Roeckerath
Josef Roeckerath (* 22. August 1879 in Köln; †  20. Januar 1955 in Düsseldorf) war Landgerichtspräsident und Mitglied des Reichswirtschaftsgerichts.

## Leben
Nach dem Besuch des humanistischen Gymnasiums in Köln studierte er in Bonn, Berlin und Köln Rechts- und Staatswissenschaften. Er war Mitglied der katholischen Studentenverbindung KDStV Bavaria Bonn im CV, der KAV Suevia Berlin und Gründungssenior der AV Hansea Berlin. 1903 promovierte er zum Dr. jur. mit einer der ersten Dissertationen zum Bürgerlichen Gesetzbuch, das der Schwiegersohn seines Onkels Peter Joseph Roeckerath Karl Bachem in wesentlichen Punkten besonders des Ehe- und Familienrechts mitgestaltet hatte,  über die Vorzüge der Gemeinschaft des Bürgerlichen Gesetzbuches vor der gemeinrechtlichen communio incidens. Er entschied sich nach dem Studium für den Beruf des Richters. Schnell wurde er Landgerichtspräsident und später Mitglied des Reichswirtschaftsgerichts und des rheinischen Schifffahrtssenats. Als zentrumsnaher, christlich orientierter Mensch unterbrach der Nationalsozialismus seine Laufbahn und er musste von allen Ämtern zurücktreten.
Nach dem Krieg wurde er als Senatspräsident an das Oberlandesgericht Düsseldorf berufen.